# Melodifestivalen (2025)
A 2025-ös Melodifestivalen egy hatrészes svéd zenei verseny volt, melynek keretén belül a nézők és a nemzetközi zsűrik kiválasztották, hogy ki képviselje Svédországot a 2025-ös Eurovíziós Dalfesztiválon, Bázelben. A 2025-ös Melodifestivalen a hatvannyolcadik svéd nemzeti döntő volt.
Az élő műsorsorozatban ezúttal is harminc dal versenyzett az Eurovíziós Dalfesztiválra való kijutásért. A sorozat kétfordulós volt; hat élő adásból állt a következők szerint: öt elődöntő, egy vigaszágas szavazás a döntőt megelőzően az ötödik elődöntő végén és a döntő. Elődöntőnként hat-hat előadó lépett fel. Az elődöntők első két helyezettje a döntőbe, a harmadik helyezettek pedig a vigaszágra jutottak tovább. A vigaszágra legtöbb szavazattal továbbjutott dal, valamint a további négy dal közül a legtöbb szavazatot kapó produckió jutott tovább a döntőbe, ahol így tizenketten versenyeztek. Az elődöntőben csak a nézői applikációs, illetve telefonos szavazatok alapján kerültek ki a továbbjutók. A döntőben a nézők és a nemzetközi szakmai zsűrik szavazatai alakították ki a végeredményt.

## Helyszínek
| Forduló           | Dátum             | Város     | Helyszín              | Műsorvezető             |
| ----------------- | ----------------- | --------- | --------------------- | ----------------------- |
| Első elődöntő     | 2025. február 1.  | Luleå     | Coop Norrbotten Arena | Keyyo és Edvin Törnblom |
| Második elődöntő  | 2025. február 8.  | Göteborg  | Scandinavium          | Keyyo és Edvin Törnblom |
| Harmadik elődöntő | 2025. február 15. | Västerås  | Västerås Aréna        | Keyyo és Edvin Törnblom |
| Negyedik elődöntő | 2025. február 22. | Malmö     | Malmö Aréna           | Keyyo és Edvin Törnblom |
| Ötödik elődöntő   | 2025. március 1.  | Jönköping | Husqvarna Garden      | Keyyo és Edvin Törnblom |
| Döntő             | 2025. március 8.  | Stockholm | Strawberry Arena      | Keyyo és Edvin Törnblom |

## Műsorvezetők
A válogatóműsor műsorvezetőit 2024. november 7-én jelentette be az SVT. A feladatot ezúttal Keyyo és Edvin Törnblom látták el.

## A versenyszabályok változása
A vigaszágas szavazásra ezúttal az elődöntők legjobb harmadik és negyedik helyezettjei helyett csak a legjobb harmadikok jutottak tovább, ahonnan a legtöbb szavazattal rendelkező dal azonnal bejutott a döntőbe, a további négy produkció közül pedig egy villámszavazással döntöttek egy továbbjutóról a nézők. Egy másik jelentős változás a korábbi évadokhoz képest, hogy az elődöntőket megelőző napon az adott heti hat dal hivatalosan is megjelent, így az előadóknak nem kellett megvárni az ötödik elődöntő végét a dalok publikálásával.

## Résztvevők
| Előadó                 | Dal                           | Nyelv | Szerző(k)                                                                                                 |
| ---------------------- | ----------------------------- | ----- | --- |
| Adrian Macéus          | Vår första gång               | svéd  | Adam "Rymdpojken" Englund Adrian Björklund Adrian Macéus Hugo Geijer Persson William Pärlenskog           |
| Albin Johnsén feat. Pa | Upp i luften                  | svéd  | Albin Johnsén Christoffer Balazik Fernand MP Mattias Andréasson Pa Modou Badjie                           |
| Amena                  | Do Good Be Better             | angol | Amena Sandra Bjurman Stefan Örn                                                                           |
| Andreas Lundstedt      | Vicious                       | angol | Andreas Lundstedt Dino Medanhodžić Laurell Barker Liamoo                                                  |
| Angelino               | Teardrops                     | angol | Jimmy "Joker" Thörnfeldt Joy Deb Linnea Deb Tusse Chiza                                                   |
| Annika Wickihalder     | Life Again                    | angol | Annika Wickihalder Herman Gardarfve Patrik Jean                                                           |
| Arvingarna             | Ring baby ring                | svéd  | Stefan Brunzell Thomas G:son                                                                              |
| Arwin                  | This Dream of Mine            | angol | Anderz Wrethov Arwin Ismail Jimmy "Joker" Thörnfeldt Julie "Kill J" Aagaard Peter Boström                 |
| Björn Holmgren         | Rädda mig                     | svéd  | Björn Holmgren David Lindgren Zacharias Jens Hult                                                         |
| Dolly Style            | Yihaa                         | angol | Caroline Aronsson David Lindgren Zacharias Herman Gardarfve Melanie Wehbe Mikaela Samuelsson Patrik Jean  |
| Ella Tiritiello        | Bara du är där                | svéd  | Adam "Rymdpojken" Englund David Björk Loreen Talhaoui                                                     |
| Erik Segerstedt        | Show Me What Love Is          | angol | Erik Segerstedt Mattias Andréasson Pontus Söderman                                                        |
| Fredrik Lundman        | The Heart of a Swedish Cowboy | angol | Erik Bernholm Maja Francis Thomas G:son                                                                   |
| Greczula               | Believe Me                    | angol | Amanda Nordelius John Russel Kristofer Greczula                                                           |
| John Lundvik           | Voice of the Silent           | angol | Jimmy Jansson John Lundvik Peter Boström Thomas G:son                                                     |
| KAJ                    | Bara bada bastu               | svéd  | Anderz Wrethov Axel Åhman Jakob Norrgård Kevin Holmström Kristoffer Strandberg Robert Skowronski          |
| Kaliffa                | Salute                        | svéd  | Anderz Wrethov Jakob ”Big Brain” Malmlöf Jimmy "Joker" Thörnfeldt Kaliffa Karlsson Robert Skowronski      |
| Klara Hammarström      | On and On and On              | angol | Dino Medanhodžić Jimmy Jansson Klara Hammarström Moa "Cazzi Opeia" Carlebecker Peter Boström Thomas G:son |
| Linnea Henriksson      | Den känslan                   | svéd  | David Lindgren Zacharias Linnea Henriksson Sebastian Atas                                                 |
| Maja Ivarsson          | Kamikaze Life                 | angol | Andreas "Giri" Lindbergh Jimmy "Joker" Thörnfeldt Joy Deb Linnea Deb Maja Ivarsson                        |
| Malou Prytz            | 24K Gold                      | angol | Anderz Wrethov Jimmy "Joker" Thörnfeldt Julie "Kill J" Aagaard Malou Prytz                                |
| Måns Zelmerlöw         | Revolution                    | angol | David Lindgren Zacharias Måns Zelmerlöw Ola Svensson Sebastian Atas                                       |
| Meira Omar             | Hush Hush                     | angol | Anderz Wrethov Dino Medanhodžić Laurell Barker Meira Omar                                                 |
| Nomi Tales             | Funniest Thing                | angol | Adam Breitholtz Herman Gardarfve Jacob Lundahl Nomi Bontegard Simon Weidersjö                             |
| Saga Ludvigsson        | Hate You So Much              | angol | Herman Gardarfve Lisa Desmond Saga Ludvigsson                                                             |
| Scarlet                | Sweet n' Psycho               | angol | Anderz Wrethov Dino Medanhodžić Jimmy "Joker" Thörnfeldt Scarlet Hunts Thirsty                            |
| Schalgerz              | Don Juan                      | svéd  | Anna Engh Mikael Karlsson                                                                                 |
| Tennessee Tears        | Yours                         | angol | Gavin Jones Jonas Hermansson Pär Westerlund Tilda Feuk                                                    |
| Victoria Silvstedt     | Love It!                      | angol | Jimmy Jansson Thomas G:son                                                                                |
| Vilhelm Buchaus        | I'm Yours                     | angol | Elias Edman Jonatan Lahti Simon Alexander Ward Vilhelm Buchaus                                            |

## Élő műsorsorozat

### Első elődöntő
Az első elődöntőt február 1-jén rendezte az SVT hat előadó részvételével Luleåban, a Coop Norrbotten Arenában.
| # | Előadó                 | Dal                 | 1. forduló | 1. forduló | 2. forduló      | Helyezés | Eredmény          |
| # | Előadó                 | Dal                 | Szavazat   | Pontszám   | Összes szavazat | Helyezés | Eredmény          |
| - | ---------------------- | ------------------- | ---------- | ---------- | --------------- | -------- | ----------------- |
| 1 | Albin Johnsén feat. Pa | Upp i luften        | 1 089 032  | 45         | 1 685 668       | 4.       | Kiesett           |
| 2 | Maja Ivarsson          | Kamikaze Life       | 1 115 693  | 67         | 1 799 206       | 2.       | Továbbjutott      |
| 3 | John Lundvik           | Voice of the Silent | 1 355 309  | 86         | —               | 1.       | Továbbjutott      |
| 4 | Meira Omar             | Hush Hush           | 1 068 752  | 58         | 1 716 377       | 3.       | Versenyben maradt |
| 5 | Adrian Macéus          | Vår första gång     | 879 946    | 30         | 1 335 416       | 5.       | Kiesett           |
| 6 | Linnea Henriksson      | Den känslan         | 660 354    | 26         | 1 002 492       | 6.       | Kiesett           |

| Dal                 | Korcsoportok | Korcsoportok | Korcsoportok | Korcsoportok | Korcsoportok | Korcsoportok | Korcsoportok | Korcsoportok | Σ  |
| Dal                 | 3–9          | 10–15        | 16–29        | 30–44        | 45–59        | 60–74        | 75+          | Telefon      | Σ  |
| ------------------- | ------------ | ------------ | ------------ | ------------ | ------------ | ------------ | ------------ | ------------ | -- |
| Upp i luften        | 12           | 10           | 8            | 5            | 5            | 1            | 1            | 3            | 45 |
| Kamikaze Life       | 3            | 3            | 3            | 12           | 12           | 12           | 10           | 12           | 67 |
| Voice of the Silent | 10           | 12           | 12           | 10           | 10           | 10           | 12           | 10           | 86 |
| Hush Hush           | 8            | 8            | 10           | 8            | 8            | 5            | 3            | 8            | 58 |
| Vår första gång     | 5            | 5            | 5            | 3            | 3            | 3            | 5            | 1            | 30 |
| Den känslan         | 1            | 1            | 1            | 1            | 1            | 8            | 8            | 5            | 26 |

### Második elődöntő
A második elődöntőt február 8-án rendezte az SVT hat előadó részvételével Göteborgban, a Scandinaviumban.
| # | Előadó            | Dal                           | 1. forduló | 1. forduló | 2. forduló      | Helyezés | Eredmény          |
| # | Előadó            | Dal                           | Szavazat   | Pontszám   | Összes szavazat | Helyezés | Eredmény          |
| - | ----------------- | ----------------------------- | ---------- | ---------- | --------------- | -------- | ----------------- |
| 1 | Nomi Tales        | Funniest Thing                | 987 656    | 30         | 1 504 035       | 4.       | Kiesett           |
| 2 | Schalgerz         | Don Juan                      | 544 789    | 19         | 738 480         | 6.       | Kiesett           |
| 3 | Erik Segerstedt   | Show Me What Love Is          | 1 339 899  | 86         | —               | 1.       | Továbbjutott      |
| 4 | Klara Hammarström | On and On and On              | 1 528 183  | 83         | 2 581 942       | 2.       | Továbbjutott      |
| 5 | Fredrik Lundman   | The Heart of a Swedish Cowboy | 945 235    | 52         | 1 459 639       | 5.       | Kiesett           |
| 6 | Kaliffa           | Salute                        | 1 072 881  | 42         | 1 685 036       | 3.       | Versenyben maradt |

| Dal                           | Korcsoportok | Korcsoportok | Korcsoportok | Korcsoportok | Korcsoportok | Korcsoportok | Korcsoportok | Korcsoportok | Σ  |
| Dal                           | 3–9          | 10–15        | 16–29        | 30–44        | 45–59        | 60–74        | 75+          | Telefon      | Σ  |
| ----------------------------- | ------------ | ------------ | ------------ | ------------ | ------------ | ------------ | ------------ | ------------ | -- |
| Funniest Thing                | 8            | 8            | 3            | 3            | 3            | 3            | 1            | 1            | 30 |
| Don Juan                      | 1            | 1            | 1            | 1            | 1            | 1            | 5            | 8            | 19 |
| Show Me What Love Is          | 10           | 10           | 12           | 10           | 10           | 12           | 12           | 10           | 86 |
| On and On and On              | 12           | 12           | 10           | 12           | 12           | 10           | 10           | 5            | 83 |
| The Heart of a Swedish Cowboy | 3            | 3            | 5            | 5            | 8            | 8            | 8            | 12           | 52 |
| Salute                        | 5            | 5            | 8            | 8            | 5            | 5            | 3            | 3            | 42 |

### Harmadik elődöntő
A harmadik elődöntőt február 15-én rendezte az SVT hat előadó részvételével Västeråsban, a Västerås Arénában.
| # | Előadó             | Dal        | 1. forduló | 1. forduló | 2. forduló      | Helyezés | Eredmény          |
| # | Előadó             | Dal        | Szavazat   | Pontszám   | Összes szavazat | Helyezés | Eredmény          |
| - | ------------------ | ---------- | ---------- | ---------- | --------------- | -------- | ----------------- |
| 1 | Greczula           | Believe Me | 1 069 958  | 74         | —               | 1.       | Továbbjutott      |
| 2 | Malou Prytz        | 24K Gold   | 935 017    | 42         | 1 384 003       | 4.       | Kiesett           |
| 3 | Björn Holmgren     | Rädda mig  | 798 822    | 21         | 1 137 374       | 6.       | Kiesett           |
| 4 | Dolly Style        | Yihaa      | 1 057 492  | 54         | 1 658 290       | 3.       | Versenyben maradt |
| 5 | Angelino           | Teardrops  | 883 140    | 48         | 1 300 057       | 5.       | Kiesett           |
| 6 | Annika Wickihalder | Life Again | 1 054 647  | 73         | 1 674 729       | 2.       | Továbbjutott      |

| Dal        | Korcsoportok | Korcsoportok | Korcsoportok | Korcsoportok | Korcsoportok | Korcsoportok | Korcsoportok | Korcsoportok | Σ  |
| Dal        | 3–9          | 10–15        | 16–29        | 30–44        | 45–59        | 60–74        | 75+          | Telefon      | Σ  |
| ---------- | ------------ | ------------ | ------------ | ------------ | ------------ | ------------ | ------------ | ------------ | -- |
| Believe Me | 5            | 3            | 12           | 12           | 12           | 10           | 10           | 10           | 74 |
| 24K Gold   | 10           | 10           | 3            | 5            | 5            | 3            | 5            | 1            | 42 |
| Rädda mig  | 3            | 1            | 8            | 1            | 1            | 1            | 1            | 5            | 21 |
| Yihaa      | 12           | 12           | 1            | 10           | 3            | 5            | 3            | 8            | 54 |
| Teardrops  | 8            | 5            | 5            | 3            | 8            | 8            | 8            | 3            | 48 |
| Life Again | 1            | 8            | 10           | 8            | 10           | 12           | 12           | 12           | 73 |

### Negyedik elődöntő
A negyedik elődöntőt február 22-én rendezte az SVT hat előadó részvételével Malmőben, a Malmö Arénában.
| # | Előadó            | Dal               | 1. forduló | 1. forduló | 2. forduló      | Helyezés | Eredmény          |
| # | Előadó            | Dal               | Szavazat   | Pontszám   | Összes szavazat | Helyezés | Eredmény          |
| - | ----------------- | ----------------- | ---------- | ---------- | --------------- | -------- | ----------------- |
| 1 | Andreas Lundstedt | Vicious           | 925 304    | 48         | 1 523 289       | 4.       | Kiesett           |
| 2 | Ella Tiritiello   | Bara du är där    | 967 458    | 46         | 1 601 573       | 3.       | Versenyben maradt |
| 3 | Tennessee Tears   | Yours             | 773 258    | 36         | 1 209 305       | 5.       | Kiesett           |
| 4 | KAJ               | Bara bada bastu   | 1 238 511  | 76         | 2 193 472       | 2.       | Továbbjutott      |
| 5 | Amena             | Do Good Be Better | 629 574    | 10         | 963 373         | 6.       | Kiesett           |
| 6 | Måns Zelmerlöw    | Revolution        | 1 632 844  | 96         | —               | 1.       | Továbbjutott      |

| Dal               | Korcsoportok | Korcsoportok | Korcsoportok | Korcsoportok | Korcsoportok | Korcsoportok | Korcsoportok | Korcsoportok | Σ  |
| Dal               | 3–9          | 10–15        | 16–29        | 30–44        | 45–59        | 60–74        | 75+          | Telefon      | Σ  |
| ----------------- | ------------ | ------------ | ------------ | ------------ | ------------ | ------------ | ------------ | ------------ | -- |
| Vicious           | 5            | 5            | 5            | 5            | 8            | 10           | 5            | 5            | 48 |
| Bara du är där    | 10           | 8            | 8            | 8            | 3            | 3            | 3            | 3            | 46 |
| Yours             | 3            | 3            | 1            | 3            | 5            | 5            | 8            | 8            | 36 |
| Bara bada bastu   | 8            | 10           | 10           | 10           | 10           | 8            | 10           | 10           | 76 |
| Do Good Be Better | 1            | 1            | 3            | 1            | 1            | 1            | 1            | 1            | 10 |
| Revolution        | 12           | 12           | 12           | 12           | 12           | 12           | 12           | 12           | 96 |

### Ötödik elődöntő
Az ötösik elődöntőt március 1-jén rendezte az SVT hat előadó részvételével Jönköpingben, a Husqvarna Gardenben.
| # | Előadó             | Dal                | 1. forduló | 1. forduló | 2. forduló      | Helyezés | Eredmény          |
| # | Előadó             | Dal                | Szavazat   | Pontszám   | Összes szavazat | Helyezés | Eredmény          |
| - | ------------------ | ------------------ | ---------- | ---------- | --------------- | -------- | ----------------- |
| 1 | Arvingarna         | Ring baby ring     | 680 012    | 20         | 1 000 999       | 5.       | Kiesett           |
| 2 | Arwin              | This Dream of Mine | 1 006 048  | 58         | 1 558 498       | 3.       | Versenyben maradt |
| 3 | Saga Ludvigsson    | Hate You So Much   | 1 106 111  | 80         | —               | 1.       | Továbbjutott      |
| 4 | Victoria Silvstedt | Love It!           | 575 878    | 16         | 834 799         | 6.       | Kiesett           |
| 5 | Vilhelm Buchaus    | I'm Yours          | 948 581    | 72         | 1 554 603       | 4.       | Kiesett           |
| 6 | Scarlet            | Sweet n' Psycho    | 1 117 434  | 66         | 1 942 453       | 2.       | Továbbjutott      |

| Dal                | Korcsoportok | Korcsoportok | Korcsoportok | Korcsoportok | Korcsoportok | Korcsoportok | Korcsoportok | Korcsoportok | Σ  |
| Dal                | 3–9          | 10–15        | 16–29        | 30–44        | 45–59        | 60–74        | 75+          | Telefon      | Σ  |
| ------------------ | ------------ | ------------ | ------------ | ------------ | ------------ | ------------ | ------------ | ------------ | -- |
| Ring baby ring     | 3            | 3            | 3            | 3            | 1            | 1            | 3            | 3            | 20 |
| This Dream of Mine | 12           | 10           | 5            | 5            | 5            | 8            | 8            | 5            | 58 |
| Hate You So Much   | 8            | 12           | 10           | 10           | 10           | 12           | 10           | 8            | 80 |
| Love It!           | 1            | 1            | 1            | 1            | 3            | 3            | 5            | 1            | 16 |
| I'm Yours          | 5            | 5            | 12           | 8            | 8            | 10           | 12           | 12           | 72 |
| Sweet n' Psycho    | 10           | 8            | 8            | 12           | 12           | 5            | 1            | 10           | 66 |

#### Vigaszágas szavazás
Az ötödik elődöntő eredményhirdetését követően indult el a szavazás a döntőbe még be nem jutott, de versenyben maradt dalokra. A legtöbb szavazattal rendelkező dal azonnal bejutott a döntőbe, míg a további négy produkció közül további egyet a nézők választottak ki.
| #  | Előadó          | Dal                | Elődöntős szavazás | Vigaszágas szavazás                       | Vigaszágas szavazás                       | Összesen                                  | Helyezés | Eredmény     |
| #  | Előadó          | Dal                | Pontszám           | Szavazat                                  | Pontszám                                  | Összesen                                  | Helyezés | Eredmény     |
| -- | --------------- | ------------------ | ------------------ | ----------------------------------------- | ----------------------------------------- | ----------------------------------------- | -------- | ------------ |
| 11 | Meira Omar      | Hush Hush          | 210                | 1 087 480                                 | 306                                       | 516                                       | 2.       | Továbbjutott |
| 12 | Kaliffa         | Salute             | 197                | 540 096                                   | 150                                       | 347                                       | 4.       | Kiesett      |
| 13 | Dolly Style     | Yihaa              | 215                | Továbbjutott a szavazás első fordulójából | Továbbjutott a szavazás első fordulójából | Továbbjutott a szavazás első fordulójából | 1.       | Továbbjutott |
| 14 | Ella Tiritiello | Bara du är där     | 184                | 693 518                                   | 195                                       | 379                                       | 3.       | Kiesett      |
| 15 | Arwin           | This Dream of Mine | 194                | 531 661                                   | 149                                       | 343                                       | 5.       | Kiesett      |

### Döntő
A döntőt március 8-án rendezte az SVT tizenkettő előadó részvételével Stockholmban, a Strawberry Arenában. A végeredményt a nézők és a nemzetközi zsűrik szavazatai alakították ki. Első körben a zsűrik szavaztak az alábbi módon: az első helyezett 12 pontot kapott, a második 10-et, a harmadik 8-at, a negyedik 7-et, az ötödik 6-ot, a hatodik 5-öt, a hetedik 4-et, a nyolcadik 3-at, a kilencedik 2-t és a tizedik 1 pontot. Ehhez adódtak hozzá a közönségszavazás pontjai és így alakult ki a végső sorrend.
| #  | Előadó             | Dal                  | Pontszám | Pontszám | Pontszám | Helyezés |
| #  | Előadó             | Dal                  | Zsűri    | Nézők    | Összesen | Helyezés |
| -- | ------------------ | -------------------- | -------- | -------- | -------- | -------- |
| 1  | John Lundvik       | Voice of the Silent  | 49       | 25       | 74       | 6.       |
| 2  | Dolly Style        | Yihaa                | 48       | 27       | 75       | 5.       |
| 3  | Greczula           | Believe Me           | 47       | 56       | 103      | 3.       |
| 4  | Klara Hammarström  | On and On and On     | 34       | 43       | 77       | 4.       |
| 5  | Scarlet            | Sweet n' Psycho      | 31       | 33       | 64       | 7.       |
| 6  | Erik Segerstedt    | Show Me What Love Is | 24       | 27       | 51       | 9.       |
| 7  | Maja Ivarsson      | Kamikaze Life        | 2        | 30       | 32       | 11.      |
| 8  | Meira Omar         | Hush Hush            | 26       | 24       | 50       | 10.      |
| 9  | Måns Zelmerlöw     | Revolution           | 76       | 81       | 157      | 2.       |
| 10 | Saga Ludvigsson    | Hate You So Much     | 17       | 10       | 27       | 12.      |
| 11 | Annika Wickihalder | Life Again           | 36       | 18       | 54       | 8.       |
| 12 | KAJ                | Bara bada bastu      | 74       | 90       | 164      | 1.       |

Ponttáblázat
| Dal                                    | Zsűri    | Zsűri       | Zsűri | Zsűri    | Zsűri         | Zsűri    | Zsűri       | Zsűri   | Zsűri | Nézők     | Nézők | Nézők | Nézők | Nézők | Nézők | Nézők | Nézők | Nézők   | Nézők | Σ   |
| Dal                                    | Litvánia | Olaszország | Svájc | Írország | Franciaország | Norvégia | Görögország | Szerbia | Össz. | Szavazat  | 3–9   | 10–15 | 16–29 | 30–44 | 45–59 | 60–74 | 75+   | Telefon | Össz. | Σ   |
| -------------------------------------- | -------- | ----------- | ----- | -------- | ------------- | -------- | ----------- | ------- | ----- | --------- | ----- | ----- | ----- | ----- | ----- | ----- | ----- | ------- | ----- | --- |
| Voice of the Silent (John Lundvik)     | 8        | 7           | 8     | 5        | 5             | 6        | 4           | 6       | 49    | 1 578 564 | 2     | 2     | 1     | 2     | 3     | 5     | 7     | 3       | 25    | 74  |
| Yihaa (Dolly Style)                    | 10       | 10          | 4     | 6        | 1             | 6        | 8           | 3       | 48    | 2 011 149 | 10    | 7     | 4     | 5     |       |       |       | 1       | 27    | 75  |
| Believe Me (Greczula)                  | 3        | 8           | 7     | 4        | 7             | 3        | 5           | 10      | 47    | 2 696 753 | 3     | 5     | 10    | 8     | 8     | 8     | 6     | 8       | 56    | 103 |
| On and On and On (Klara Hammarström)   |          | 1           | 3     | 3        | 8             | 8        | 7           | 4       | 34    | 2 461 721 | 8     | 8     | 7     | 6     | 7     | 2     | 3     | 2       | 43    | 77  |
| Sweet n' Psycho (Scarlet)              | 6        | 4           |       | 2        | 4             | 7        |             | 8       | 31    | 1 943 638 | 6     | 4     | 2     | 7     | 6     | 3     |       | 5       | 33    | 64  |
| Show Me What Love Is (Erik Segerstedt) | 5        | 2           | 1     | 8        | 2             | 2        | 2           | 2       | 24    | 1 615 974 | 1     | 1     | 3     | 1     | 4     | 6     | 5     | 6       | 27    | 51  |
| Kamikaze Life (Maja Ivarsson)          | 2        |             |       |          |               |          |             |         | 2     | 1 435 634 |       |       |       | 3     | 5     | 7     | 8     | 7       | 30    | 32  |
| Hush Hush (Meira Omar)                 |          |             | 6     | 10       | 3             | 4        | 3           |         | 26    | 1 901 356 | 5     | 6     | 6     | 4     | 2     |       | 1     |         | 24    | 50  |
| Revolution (Måns Zelmerlöw)            | 7        | 6           | 12    | 7        | 12            | 10       | 10          | 12      | 76    | 3 278 385 | 7     | 10    | 8     | 10    | 12    | 12    | 12    | 10      | 81    | 157 |
| Hate You So Much (Saga Ludvigsson)     | 1        | 3           | 10    |          |               | 1        | 1           | 1       | 17    | 1 472 693 | 4     | 3     |       |       |       | 1     | 2     |         | 10    | 27  |
| Life Again (Annika Wickihalder)        | 12       | 5           | 2     | 1        | 5             |          | 6           | 5       | 36    | 1 370 687 |       |       | 5     |       | 1     | 4     | 4     | 4       | 18    | 54  |
| Bara bada bastu (KAJ)                  | 4        | 12          | 5     | 12       | 10            | 12       | 12          | 7       | 74    | 4 305 774 | 12    | 12    | 12    | 12    | 10    | 10    | 10    | 12      | 90    | 164 |

## Nézettség
| Forduló           | Sugárzás          | Sugárzás      | Nézettség (fő) | Szavazók száma (fő) | Radiohjälpen-segély (korona) |
| Forduló           | Dátum             | Idősáv        | Nézettség (fő) | Szavazók száma (fő) | Radiohjälpen-segély (korona) |
| ----------------- | ----------------- | ------------- | -------------- | ------------------- | ---------------------------- |
| Első elődöntő     | 2025. február 1.  | szombat 20:00 | 2 792 000      | 528 263             | 276 309                      |
| Második elődöntő  | 2025. február 8.  | szombat 20:00 | 2 661 000      | 551 178             | 339 383                      |
| Harmadik elődöntő | 2025. február 15. | szombat 20:00 | 2 300 000      | 497 032             | 258 943                      |
| Negyedik elődöntő | 2025. február 22. | szombat 20:00 | 2 637 000      | 562 798             | 362 752                      |
| Ötödik elődöntő   | 2025. március 1.  | szombat 20:00 | 2 607 000      | 517 435             | 509 661                      |
| Döntő             | 2025. március 8.  | szombat 20:00 | 3 101 000      | 1 152 754           | 1 589 515                    |

## Külső hivatkozások
- A Melodifestivalen weboldala (svédül)